# Hitomi (AV女優)
Hitomi（ひとみ、1986年7月18日 - ）は、日本の元AV女優。元グラビアアイドル。ハーベスターズ所属。

## 人物
- 趣味は映画鑑賞[2]、料理、野球[3]。
- 特技は空手（和道流初段）、歌[2]。
- 小学6年生からおっぱいが次第に大きくなる。
- グラビアアイドル時代の公称スリーサイズはB92（Jカップ）、W60、H83[2]。
- AV女優となってから2014年頃までの公称スリーサイズは、B97（Jカップ）、W59、H83であったが[4]、現在はB113（Oカップ）、W59、H83[1]。

## 来歴
2007年11月イメージビデオ『爆乳の衝撃』でデビューして雫型Jカップを披露した。
2008年5月31日に所属事務所を退社したことを事務所ウェブサイトで発表し、のちに削除する。『みんごのブログ』も削除したが8月にブログを再開した。
2008年10月6日付けのブログで、11月6日にSODクリエイトからAVデビューをすることを発表し、芸名を『Hitomi』、ブログタイトルを『Hitomi もっとJの衝撃』に改名した。現在も海外で「Hitomi Tanaka」名義を使用している。
2008年下半期のDMM通販ランキングで6位となった。
海外で人気は高く、巨乳雑誌「バチェラー」で日本人としては31年ぶりに表紙を飾った。巨乳専門サイト「SCORELAND」のメンバー入りした。
2009年4月から、範田紗々、矢沢のん、琴乃、板垣あずさ、原紗央莉と6人で文化放送の『がちっ娘』にレギュラー出演した。
2009年7月までSODクリエイト専属契約で作品を出した。SODからの卒業となる『激イキ激吹きポルチオ』では、ポルチオ性感帯を責められて30発の潮吹きをしている。
その後アウトビジョン系の嵐を呼ぶスーパーガールに移籍、その後はOPPAI、MOODYZなどから作品をリリースしている。2016年以降はOPPAI専属となっている。
2010年4月4日からエンタ!371で冠TV番組『Jのぷるるん伝説』が始まり、頭に2本の触覚を生やした、おっぱい星から来た「おっぱい女王」として出演した。第1回では板垣あずさとおっぱいに万歩計をつけておっぱいを揺らし数値を争い、負けた板垣に罰ゲームとして「おっぱいビンタ」し、板垣はドッジボールが当たったような感触と語る。
AVデビュー時から暫くはパイパンであった。現在は形を整え生やしている。
アメリカの雑誌で2年連続モデル・オブ・ザ・イヤーに選ばれた。乳房は重量が7kgある。
また前述の「SCORELAND」で、3年連続「Model of the Year」を受賞。2019年に2010-2019年の10年間において最も人気のあった女優に贈られる「Model of the Decade」を受賞した。
フランスの漫画、『Lastman』のキャラクターである富江カタナのモデルとなった。
2022年2月28日にTwitterで同年4月発売の作品をもって引退することを発表する。

## 出演

### テレビ番組
田中瞳時代
- ランク王国（TBS、2008年10月4日）
- ドキドキ!?にゅ〜すキャスター (MONDO21)

Hitomi改名後
- 怒りオヤジ（テレビ東京、2008年10月24日）
- GyaOジョッキー エロ生☆パラダイス（GyaO、2008年11月11日、2009年1月20日配信分）
- おとなのびっくりクリニック（日本海テレビ、2009年3月）マンスリーゲスト
- ビートたけしのもう1回だけ見ちゃいけないTV（TBS、2009年12月28日）出演テロップ無し、ブログから。
- 桃のふくらみ (MONDO TV)
- くだまき八兵衛X（テレビ東京、2012年8月23日）
- 澁谷果歩のたわわチャレンジ（2017年7月16日、エンタ!959）
- 極楽とんぼKAKERUTV（2018年9月13日、AbemaTV）[14]

### ラジオ番組
- がちっ娘（文化放送、2009年4月8日から）

### 成人映画
Hitomi名義
- 極楽銭湯 巨乳湯もみ（2011年8月12日公開、監督：加藤義一、オーピー映画）- 梅野香寿子 役[15]
- どスケベ検査 ナース爆乳責め（2012年2月10日公開、監督：加藤義一、オーピー映画）- ジェイミー・リー 役[16]

### ゲーム
- 新宿スカウトバトル（2019年12月2日、DMM GAMES）- 喧嘩柔術を得意とする金貸し・Hitomi 役[17]

## リリース作品

### イメージビデオ（一般作品）
田中瞳時代
2007年
- 田中瞳 爆乳Jの衝撃（11月8日、C&H）

2008年
- ナイショ極乳Jの猥褻（1月5日、C&H）
- PREMIUM CUTIE 田中瞳（5月8日、C&H）
- PREMIUM CUTIE 田中瞳&姫神ゆり（8月7日、グラマラスキャンディ）
- PREMIUM CUTIE 田中瞳2（9月4日、C&H）
- 爆乳戦隊ファイバスター 前編（9月12日、ZENピクチャーズ）
- 爆乳戦隊ファイバスター 後編（9月26日）

### イメージビデオ (R18)
Hitomi名義
- 奇跡のJカップ（2009年5月14日、REbecca）
- エロキュート（2016年6月29日、オルスタックソフト販売）

### アダルトビデオ
| 発売日   | タイトル | メーカー               | 備考                              |
| 2008年   | 2008年 | 2008年                 | 2008年                            |
| -------- | --- | ---------------------- | --------------------------------- |
| 11月6日  | 芸能人 衝撃のAVデビュー | SODクリエイト          | 監督：Keita★No.1                  |
| 12月4日  | 芸能人 最初で最後の大乱交 4時間SP | SODクリエイト          |                                   |
| 12月18日 | 芸能人 青空の下でセックス初露出 | SODクリエイト          |                                   |
| 2009年   | |                        |                                   |
| 1月22日  | 芸能人 失禁するほど…。mVISION | SODクリエイト          |                                   |
| 2月19日  | 芸能人 超高級ソープ嬢 | SODクリエイト          |                                   |
| 3月19日  | 芸能人 激痴漢地獄 | SODクリエイト          |                                   |
| 4月18日  | 芸能人 （初）中出し天国 | SODクリエイト          |                                   |
| 5月21日  | 芸能人 東京露出セックス | SODクリエイト          |                                   |
| 6月18日  | 芸能人 淫女 | SODクリエイト          |                                   |
| 7月23日  | 芸能人 激イキ激吹きポルチオ | SODクリエイト          |                                   |
| 8月6日   | 芸能人 ヤリまくりイキまくり完全永久保存版8時間 | SODクリエイト          |                                   |
| 8月13日  | 電撃移籍! SUPER J | 嵐を呼ぶスーパーガール |                                   |
| 9月13日  | プライベートティーチャー 先生はJcup芸能人 | 嵐を呼ぶスーパーガール |                                   |
| 10月13日 | 爆乳若奥様の誘惑 | 嵐を呼ぶスーパーガール |                                   |
| 11月13日 | 精子大好きボイン保母さん | 嵐を呼ぶスーパーガール |                                   |
| 12月13日 | 爆乳パイズリSPECIAL | 嵐を呼ぶスーパーガール |                                   |
| 2010年   | |                        |                                   |
| 1月19日  | Hitomi×OPPAI×4時間 —Jの衝撃とOPPAIのスペシャルコラボレーション—                                                                                           | OPPAI                  |                                   |
| 3月1日   | Jカップ超爆乳ボディー 激激激パイズリ SP | MOODYZ                 |                                   |
| 4月1日   | ノーブラ爆乳先生の胸チラ授業 | MOODYZ                 |                                   |
| 4月1日   | hitomi SUPER BEST 8時間 | 嵐を呼ぶスーパーガール | ※単体ベスト                       |
| 5月1日   | Jcup芸能人 真性中出し | MOODYZ                 |                                   |
| 6月1日   | ドリームウーマン 78 | MOODYZ                 |                                   |
| 7月1日   | Jカップ芸能人の爆乳がチギれるまで嬲り倒せ!! | MOODYZ                 |                                   |
| 8月1日   | Jカップ芸能人ぶっかけ中出しパイパンイラマチオFUCK | MOODYZ                 |                                   |
| 9月19日  | Hitomiの97cmJcupパイズリSpecial | OPPAI                  |                                   |
| 10月13日 | 乳盛り8時間 | MOODYZ                 | 個人総集編                        |
| 10月19日 | 97cm＆Jcupの爆乳ナースが優し～くチンポを犯す | OPPAI                  |                                   |
| 11月19日 | OPPAI女優Hitomiが巨乳マニアの自宅訪問 ～ファンのコンプレックスを気持ちよく解決～                                                                          | OPPAI                  |                                   |
| 12月25日 | ザーメン500連発の洗礼 | ダスッ!                |                                   |
| 2011年   | |                        |                                   |
| 1月19日  | 世界で一番大きなチンポを持つ男のSEX | ROOKIE                 |                                   |
| 2月13日  | チ●ポを鍛える励ましパイズリセックス | MOODYZ                 |                                   |
| 3月13日  | 無防備な乳房の誘惑 ～派遣社員はJカップ～ | MOODYZ                 |                                   |
| 4月19日  | 3D OPPAI | OPPAI                  |                                   |
| 5月19    | 着たままの爆乳 | OPPAI                  |                                   |
| 6月19日  | 露出で乳イカせ | OPPAI                  |                                   |
| 7月19日  | 爆乳女教師の優しく中出し授業 | OPPAI                  |                                   |
| 8月1日   | 僕のペットは爆乳インストラクター ～敏感な乳房が咽び泣くフィットネスクラブ内調教～                                                                         | Fitch                  |                                   |
| 8月25日  | ジョギング・ミセス3 | マドンナ               |                                   |
| 9月25日  | 妻の妹 ～盗撮カメラが見た危険な爆乳遊戯～ | マドンナ               |                                   |
| 10月19日 | ぬるぬる濡れ透け超爆乳なお隣のお姉さんに犯される | OPPAI                  |                                   |
| 11月19日 | 誘惑してしまう谷間 ノーブラ爆乳人妻 | OPPAI                  |                                   |
| 12月7日  | 触手に溺れて― 人妻強制受胎 | アタッカーズ           |                                   |
| 2012年   | |                        |                                   |
| 1月25日  | Hitomiと老人の濃厚な接吻とSEX | Fantasista             |                                   |
| 2月19日  | ぴったりムチムチ衣装のハミ乳超爆乳お姉さんに犯される | OPPAI                  |                                   |
| 3月19日  | 爆乳ゲリラ淫乱SEX | 乱丸                   |                                   |
| 3月19日  | 衝撃の芸能人Jcup 16時間 | Rookie                 |                                   |
| 4月13日  | 凄いパイズリ、凄い挟射 | MOODYZ                 |                                   |
| 5月13日  | M女専科 | MOODYZ                 |                                   |
| 6月13日  | Jcup 超爆乳インストラクター | MOODYZ                 |                                   |
| 7月13日  | Hitomiの宅配ソープ | MOODYZ                 |                                   |
| 8月13日  | LとJ 業界最大の超乳共演 | MOODYZ                 |                                   |
| 9月13日  | 爆乳逆痴漢 | MOODYZ                 |                                   |
| 10月13日 | 1日10回射精しても止まらないオーガズムSEX | MOODYZ                 |                                   |
| 11月1日  | Hitomiのこだわりオッパイベスト | MOODYZ                 | ※単体ベスト作品                   |
| 11月13日 | 爆乳ムキ出し露出 | MOODYZ                 |                                   |
| 12月13日 | Jカップ爆乳VS最強デカチン4本番 | MOODYZ                 |                                   |
| 2013年   | |                        |                                   |
| 1月13日  | スーパーボディ×ピタコス SPECIAL | MOODYZ                 |                                   |
| 3月13日  | 爆乳にゅるにゅるBODY | MOODYZ                 |                                   |
| 3月19日  | 24時間 COMPLETE BEST | OPPAI                  | ※単体ベスト作品                   |
| 4月13日  | M男専用回春エステティシャン | MOODYZ                 |                                   |
| 5月13日  | Jcup超絶品ソープ嬢 | MOODYZ                 |                                   |
| 6月1日   | 超高画質8時間 | MOODYZ                 | ※単体ベスト作品                   |
| 6月13日  | 24時間デカパイ同棲生活 | MOODYZ                 |                                   |
| 7月13日  | 爆乳ペット秘書 | MOODYZ                 |                                   |
| 8月13日  | 超爆乳人妻の勝手に誘惑ノーブラ生活Special | MOODYZ                 |                                   |
| 9月13日  | SSS-BODY 世界最大クラスの超乳ディープインパクト | E-BODY                 |                                   |
| 9月13日  | Hitomiの50本番8時間SPECIAL! | MOODYZ                 | ※単体ベスト作品 Blu-ray版同時発売 |
| 10月13日 | 谷間で誘惑爆乳女将 | MOODYZ                 |                                   |
| 11月13日 | またがり淫語お姉さん Hitomi | MOODYZ                 |                                   |
| 12月13日 | 僕だけの巨乳女教師ペット Hitomi | 溜池ゴロー             |                                   |
| 2014年   | |                        |                                   |
| 1月13日  | 義母奴隷‐特別編‐ Hitomi | 溜池ゴロー             |                                   |
| 2月13日  | 町内会でストリップを踊らされた妻 Hitomi | 溜池ゴロー             |                                   |
| 3月13日  | 女教師監禁レイプ 自宅を占拠され生徒にイカされ続けた若妻の3日間 Hitomi                                                                                     | 溜池ゴロー             |                                   |
| 4月13日  | 授業参観ボディコンママ 特別編 Hitomi | 溜池ゴロー             |                                   |
| 5月13日  | 鍵を落とす人妻-特別編- Hitomi | 溜池ゴロー             |                                   |
| 6月19日  | 全裸巨乳家政婦 Hitomi | OPPAI                  |                                   |
| 7月13日  | 中出し温泉中居に堕ちた爆乳人妻 Hitomi | 溜池ゴロー             |                                   |
| 8月13日  | 犯された爆乳女金融屋 Hitomi | 溜池ゴロー             |                                   |
| 9月13日  | 犯された爆乳女上司 Hitomi-復讐の社畜サービス残業レ×プ- | 溜池ゴロー             |                                   |
| 10月13日 | 男根の誘い Hitomi | 溜池ゴロー             |                                   |
| 11月13日 | 淫縛の若妻 Hitomi | 溜池ゴロー             |                                   |
| 12月13日 | お母さんは元グラドル Hitomi | 溜池ゴロー             |                                   |
| 2015年   | |                        |                                   |
| 1月1日   | 超乳万引き捜査官 | MOODYZ                 |                                   |
| 2月1日   | ズコバコ超乱交 | MOODYZ                 |                                   |
| 3月1日   | 快感でおかしくなるまで続く 痙攣性交と絶頂潮 | MOODYZ                 |                                   |
| 4月1日   | Hitomiがあなたのお嫁さん | MOODYZ                 |                                   |
| 5月19日  | Hitomiのパイズリを我慢できたら生中出しファン感謝オフ会 | OPPAI                  |                                   |
| 6月1日   | JとL 超乳W真性中出し | MOODYZ                 |                                   |
| 7月1日   | 爆乳人妻緊縛堕ち～縄師に寝取られた美人妻～ | MOODYZ                 |                                   |
| 9月19日  | 彼女のお姉さんは巨乳と中出しOKで僕を誘惑 | OPPAI                  |                                   |
| 10月1日  | 女忍 | MOODYZ                 |                                   |
| 2016年   | |                        |                                   |
| 1月19日  | 巨乳娘とヤリ放題 | OPPAI                  |                                   |
| 2月13日  | Hitomi 8時間BEST | MOODYZ                 | ※単体ベスト                       |
| 2月19日  | 巨乳潜入捜査官 | OPPAI                  |                                   |
| 3月19日  | 爆乳Ocup 究極のおっぱいオナサポ | OPPAI                  |                                   |
| 4月19日  | ショタコンお姉さんの誘惑ボイン 小僧チ○ポと超爆乳エッチ!!                                                                                                  | OPPAI                  |                                   |
| 5月19日  | 毎日10発中出しするまで終わらない粘着オヤジと濃厚SEX | OPPAI                  |                                   |
| 6月19日  | 射精よりも凄い快感! 神技パイズリテクニックで男の潮吹き!                                                                                                   | OPPAI                  |                                   |
| 7月19日  | これが世界レベルの乳揺れ騎乗位 | OPPAI                  |                                   |
| 8月19日  | 親友からこっそり彼氏を寝取る巨乳でエッチな痴女お姉さん | OPPAI                  |                                   |
| 9月19日  | 禁欲×媚薬 爆乳Ocup乱交 | OPPAI                  |                                   |
| 10月25日 | 超爆乳オッパイ顔騎 密着圧迫Oカップ逆凌辱 | OPPAI                  |                                   |
| 11月25日 | 巨乳娘は中出しレ×プしてもOKになった世界 | OPPAI                  |                                   |
| 12月25日 | 息子の巨乳妻を確実に孕ませたい | OPPAI                  |                                   |
| 2017年   | |                        |                                   |
| 2月1日   | 超爆乳パイズリ密着エステサロン 挟射中出しフルコース | OPPAI                  |                                   |
| 3月1日   | 世界で一番素晴らしいおっぱいのパイズリ10挟射 | OPPAI                  |                                   |
| 4月1日   | 凄いフル勃起の男子学生寮に突撃パイズリ | OPPAI                  |                                   |
| 5月1日   | スペンス乳腺開発クリニックSpecial | OPPAI                  |                                   |
| 6月1日   | オッパイ揉みながら同時イキ 113cmOcupの柔らかさを味わいながら中出し射精                                                                                    | OPPAI                  |                                   |
| 7月1日   | 昼下がりの巨乳団地妻を旦那の留守中に寝取って孕ませてやった                                                                                                | OPPAI                  |                                   |
| 8月1日   | 爆乳妻を寝取るDIY肉体固定 | OPPAI                  |                                   |
| 9月1日   | 寸止め淫語パイズリ 最後はもの凄い挟射 | OPPAI                  |                                   |
| 10月7日  | 最高級Ocup巨乳中出しソープ | OPPAI                  |                                   |
| 11月1日  | 暴発寸前! 巨乳圧迫寸止め淫語 | OPPAI                  |                                   |
| 12月1日  | 爆乳ガン突きパイマチオ | OPPAI                  |                                   |
| 2018年   | |                        |                                   |
| 1月1日   | 巨乳女教師の誘惑 | OPPAI                  |                                   |
| 2月7日   | 僕はクラスメイトに若い巨乳義母を差し出した | OPPAI                  |                                   |
| 3月7日   | 超爆乳コスプレイヤー 中出し輪姦オフ会 | OPPAI                  |                                   |
| 4月1日   | 113cmOcupの爆乳を揉んで舐めて挟んで徹底いじり | OPPAI                  |                                   |
| 4月19日  | 噂の痴女サークルに凄テク爆乳痴女のHitomiが乱入して中出し大乱交                                                                                            | OPPAI                  |                                   |
| 5月19日  | 超爆乳痴漢レ×プ ～声が出せない状況で鬼揉み痙攣絶頂～ | OPPAI                  |                                   |
| 6月19日  | 雨宿りで露わになった女上司の濡れ透け巨乳に僕は理性を失った                                                                                                | OPPAI                  |                                   |
| 7月19日  | 超乳過敏スレンダーOcup | OPPAI                  |                                   |
| 8月19日  | Hitomi 20タイトル8時間BEST | OPPAI                  | ※単体ベスト                       |
| 8月19日  | おっぱい密着ホールドSEX 爆乳Oカップに包まれて快感射精 | OPPAI                  |                                   |
| 9月19日  | おっぱい丸出しで365日従い続ける 爆乳でご奉仕中出しもOKメイド                                                                                              | OPPAI                  |                                   |
| 10月19日 | 男を勃起させる卑猥なBODY デカ乳敏感デリヘル嬢 | OPPAI                  |                                   |
| 11月19日 | パイズリしながらチンしゃぶ挟射 フェラチオホールドで寸止め亀頭責め                                                                                         | OPPAI                  |                                   |
| 12月19日 | 人気は吉原以上! Hなサービスをしてくれる銭湯の巨乳看板娘                                                                                                   | OPPAI                  |                                   |
| 2019年   | |                        |                                   |
| 1月19日  | 巨乳兄嫁のおっぱい暴力で何度も射精させられた僕… 怒られながらフル勃起しちゃう最低なドM絶倫チ○ポ                                                            | OPPAI                  |                                   |
| 2月1日   | 高飛車な妻のトリセツ ～未開発だった妻の性感～ | OPPAI                  |                                   |
| 3月19日  | 彼氏に30日間禁欲させられケダモノになった巨乳をおれが先に寝取ってめちゃめちゃヤリまくってやった                                                            | OPPAI                  |                                   |
| 4月19日  | 友達の教育ママを乳奴隷 ～逆恨みDQN少年たちの中出し専用おっぱい肉便器～                                                                                    | OPPAI                  |                                   |
| 5月19日  | 爆乳専門おっパブ店のOcup嬢はハッスルタイムで中出し本番 | OPPAI                  |                                   |
| 6月19日  | 無愛想なお隣の巨乳お姉さんと1週間のツンデレ同棲生活 | OPPAI                  |                                   |
| 7月19日  | 揉み性感刺激オイルマッサージ ムギュっと追撃アクメでエンドレス痙攣絶頂                                                                                     | OPPAI                  |                                   |
| 7月19日  | 最高のおっぱいに挟まれる Hitomiの神乳パイズリ100連発BEST                                                                                                  | OPPAI                  | ※単体ベスト                       |
| 8月19日  | 中出し後の精子とマン汁まみれのチ○ポをパイズリで再び勃起させる追撃 P to Oセックス                                                                          | OPPAI                  |                                   |
| 9月19日  | 召喚したサキュバスが巨乳の姉に憑依してから毎日続く近親で中出し搾精性活                                                                                    | OPPAI                  |                                   |
| 10月19日 | 超乳圧殺で悶絶! 寸止め! 窒息射精! おっぱい拷問M性感倶楽部                                                                                                 | OPPAI                  |                                   |
| 11月19日 | 兄が不在の6日間、義姉の爆乳で抜かれまくった僕。 | OPPAI                  |                                   |
| 12月19日 | おっぱいをフル活用して学力と射精を管理する巨乳パイテク家庭教師                                                                                            | OPPAI                  |                                   |
| 2020年   | |                        |                                   |
| 1月19日  | 時間停止おっぱいモミモミ学園 止まっている間の快感が一気に押し寄せる濃縮アクメで爆揺れ痙攣中出し!                                                          | OPPAI                  | ※Blu-ray版同時発売                |
| 2月19日  | Ocup高級ランジェリー販売員の誘惑セールス術 | OPPAI                  |                                   |
| 3月19日  | 初めて巨乳のセフレができたのでペチャパイの彼女とはできないド変態おっぱいプレイをやってみた                                                                | OPPAI                  |                                   |
| 4月19日  | 爆乳女上司が大好きな後輩に仕組んだハプニング相部屋 おっぱいに埋もれて朝まで何度も射精させられた僕…                                                        | OPPAI                  | ※Blu-ray版同時発売                |
| 5月19日  | 乳首責めされながら快感挟射 ノーハンドOcupパイズリエステサロン                                                                                             | OPPAI                  | ※Blu-ray版同時発売                |
| 6月19日  | 入院先の病室で性欲の強い女性と相部屋。 足の骨折で動けない僕に跨りガンガン腰振り！巨乳が重しになって奥深く突き刺さる杭打ちピストンに何度も精子を抜かれた僕 | OPPAI                  |                                   |
| 6月19日  | Hitomi 20タイトル56本番8時間BEST | OPPAI                  | ※単体ベスト                       |
| 7月19日  | 色気むんむん神爆乳とブッ壊れナマ中出し 媚薬で淫乱キメセク大絶頂!!                                                                                         | OPPAI                  |                                   |
| 8月19日  | 性欲暴走 激揺れ爆乳 追撃精子吸引 騎乗位ラッシュ 終電後、オフィスで女上司から欲求不満話を打ち明けられた時                                                  | OPPAI                  | ※Blu-ray版同時発売                |
| 9月19日  | 僕を助けてくれた先輩女教師が生徒達に犯されているのを見てクズ勃起した。                                                                                    | OPPAI                  |                                   |
| 11月19日 | 合宿先の旅館で巨乳先輩とまさかの相部屋… 朝まで汗だくになって何度も何度も中出しさせられた僕                                                                | OPPAI                  |                                   |
| 12月19日 | 別れ話しをしてきた巨乳の彼女を無理矢理バックで中出し（孕んだら結婚するしかないでしょ？）                                                                  | OPPAI                  |                                   |
| 2021年   | |                        |                                   |
| 1月19日  | はじめて彼女ができたのに隣に住む巨乳のお姉さんに食べられおっぱいがでかくないと勃たなくなった                                                              | OPPAI                  |                                   |
| 2月19日  | 淫乱ドスケベ爆乳家庭教師の誘惑 痴女セックスでHの偏差値だけ高くなったボク                                                                                  | OPPAI                  |                                   |
| 3月19日  | 会社飲みで終電逃してホロ酔い爆乳女上司の家にお泊りしたら…「おっぱい揉んで！！」と押し倒され朝まで中出し没乳セックスされまくった僕                         | OPPAI                  |                                   |
| 4月19日  | 地味な見た目の爆乳図書館司書の正体はチ〇ポが狂うまで射精させたがるドＳ肉食痴女でした。                                                                    | OPPAI                  |                                   |
| 7月19日  | 在宅明けで演技台本一切無し！世界一女優Hitomiが欲望剥き出しで貪り合いSEX                                                                                   | OPPAI                  |                                   |
| 8月13日  | ソープ嬢の愛人とNGなしでハメまくる非日常フルオプション中出し不倫                                                                                          | 溜池ゴロー             |                                   |
| 8月19日  | フェロモンむんむん世界一神乳でがっつり童貞筆おろし | OPPAI                  |                                   |
| 9月21日  | 故郷の田舎町で暇を持て余した片想いだった幼馴染の人妻と再会… 弾ける爆乳誘惑に乗っかり真夏の汗だく不倫SEXに没頭した3日間                                    | OPPAI                  |                                   |
| 10月19日 | 助けたウサギが恩返しにやって来た！爆乳逆バニー | OPPAI                  |                                   |
| 11月16日 | 布団の中で兄貴の彼女とバレないようにSEX。密着した空間で巨乳が重くのしかかり圧着ピストンで何度も中出ししまくった。                                         | OPPAI                  |                                   |
| 12月21日 | 世界一爆乳と猥褻衣装で何発も抜きにくる 射精無制限痴女回春エステ                                                                                           | OPPAI                  |                                   |
| 2022年   | |                        |                                   |
| 1月18日  | 残業中に大嫌いな上司の揉みしだき性感おっぱいハラスメントがドストライクすぎて… 即イキ敏感爆乳に仕込まれた女子社員                                          | OPPAI                  |                                   |
| 2月15日  | 5分に1回射精に導くフルオート無限連射ソープ | OPPAI                  |                                   |
| 3月15日  | 今からウチ行ってイイですか？ ボイン大好き絶倫クンのお宅へ突撃デリバリー！ Hitomiの本気パイズリを5分我慢できれば生中出しSEXしてアゲル！                    | OPPAI                  |                                   |
| 4月19日  | Hitomiラスト作品！全力でファンの為にセックスします！！ | OPPAI                  | ※引退作品                         |

### アダルトVR
- HitomiのOカップおっぱい超立体フルコースVR（2018年10月1日、MOODYZ VR）
- HitomiのOカップおっぱいを好きなだけ揉んで! 揉んで! イキまくる!! 嫁が不在の2日間10射精SPECIAL VR（2020年6月10日、MOODYZ VR）
- 【天井特化】ツンデレ女上司に見下されながら１０射精させられる絶倫痴女ＶＲ(2020年4月24日、OPPAI)
- 隣に引っ越してきたのはあのAV女優Hitomi！！世界一のOカップ巨乳と究極セフレ生活VR（2022年4月6日、OPPAI）
- 彼女のお姉さんは巨乳と中出しOKで僕を誘惑VR（2022年5月16日、OPPAI）

## 写真集
- X-bomb bomb（2012年4月25日、彩文館出版、撮影：細井智燿）ISBN 978-4-7756-0517-2
- 原寸大おっぱい図鑑 Ecstasy（2017年11月17日、一迅社　撮影：須崎祐次）- Oカップ担当[19] ISBN 978-4-7580-1579-0